# 吕培绪
吕培绪，广西临桂（今广西桂林）人，是一名清朝政治人物。
吕培绪曾于1777年接替程名程任金山县知县一职，1777年由程名程接任。